# Jameel Neptune
Jameel Neptune (* 19. Juli 1993 in Port of Spain) ist ein Fußballspieler aus Trinidad und Tobago.

## Karriere

### Verein
Jameel Neptune stand bis 2013 beim Malabar FC unter Vertrag. 2014 wechselte er zu Morvant Caledonia United. Der Verein aus Morvant spielte in der ersten Liga, der TT Pro League. 2017 spielte er kurzfristig bei den North East Stars FC in Arima. Der Central F.C. aus Couva nahm ihn 2018 unter Vertrag. 2019 verpflichtete ihn Ligakonkurrent San Juan Jabloteh aus San Juan. Seit 2020 steht er wieder beim Central FC unter Vertrag.

### Nationalmannschaft
Jameel Neptune spielt seit 2018 für die Nationalmannschaft von Trinidad und Tobago. Sein Debüt in der Nationalmannschaft gab er am 18. April 2018 in einem Freundschaftsspiel gegen Panama. Hier wurde er in der 84. Minute für Cordell Cato eingewechselt.